# Bernard Hill
Bernard Hill, född 17 december 1944 i Manchester, död 5 maj 2024 i Reydon nära Southwold i Suffolk, var en brittisk skådespelare. Hill är känd från Oscarsbelönade filmer som Gandhi, Titanic och Sagan om konungens återkomst. Han gjorde också rösten till Sir Walter Beck i tv-spelet Fable 3. I Titanic spelade han kapten Edward Smith. 
Bernard Hill är den enda skådespelare som medverkat i två filmer som vunnit elva Oscarsstatyetter vardera.
Hill hade lila bälte i karate (2005).
Han var under en period gift med den amerikanska skådespelerskan Marianna Hill.

## Filmografi i urval
- 1976 – Jag, Claudius (TV-serie)
- 1982 – Gandhi
- 1993 – Lipstick on Your Collar (TV-serie)
- 1997 – Titanic
- 1999 – Lysande utsikter (TV-serie)
- 1999 – En midsommarnattsdröm
- 2002 – The Scorpion King
- 2002 – Sagan om de två tornen
- 2003 – Gothika
- 2003 – Sagan om konungens återkomst
- 2004 – Wimbledon
- 2008 – Valkyria
- 2015 – Wolf Hall (TV-serie)
- 2022–2024 – The Responder (TV-serie)